# Jason Lewis
Jason Lewis (ur. 25 czerwca 1971 w Newport Beach) – amerykański aktor i model.

## Życiorys

### Wczesne lata
Urodził się w Newport Beach w stanie Kalifornia jako jedno z czworga dzieci pielęgniarki Nancy i sędziego Gregory’ego Lewisa. Ma starszego brata Seana oraz siostry – Kate i Nicole. W 1973, kiedy miał dwa lata, jego rodzice się rozwiedli.
Uczęszczał do Los Alamitos High School w Los Alamitos w stanie Kalifornia. Ukończył również naukę w college’u w San Diego w stanie Kalifornia.

### Kariera
W czerwcu 1993 rozpoczął karierę modela na wybiegu w Paryżu i Mediolanie, reklamował wyroby domów mody Guess?, Tommy Hilfiger i Hugo Boss.

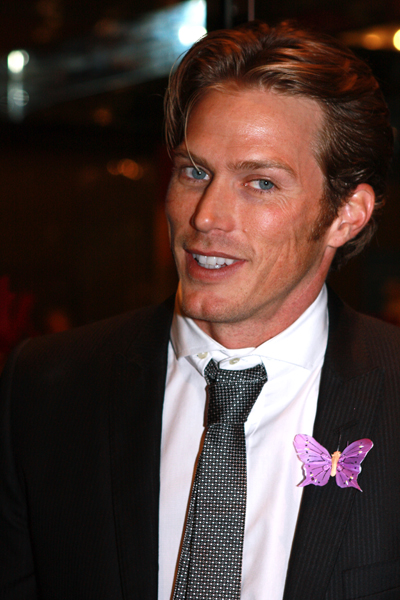
Lewis (2007)

Zadebiutował na małym ekranie rolą Flynna Norstedta w serialu stacji Hallmark Wzywam Pogotowie Górskie (High Sierra Search and Rescue, 1995). Niedługo później dostał się do obsady opery mydlanej dla młodzieży Spelling Television Beverly Hills, 90210 (1997) w roli Roba Andrewsa. W 1997 wystąpił w teledysku zespołu Aerosmith do piosenki „Falling in Love (Is Hard on the Knees)”.
Na kinowym ekranie po raz pierwszy pojawił się w melodramacie Miłość z ogłoszenia (Next Stop Wonderland, 1998) u boku Philipa Seymoura Hoffmana. Następnie zagrał w serialach: CBS CSI: Kryminalne zagadki Miami (CSI: Miami, 2003), HBO Seks w wielkim mieście (Sex and the City, 2003–2004), Spelling Television Czarodziejki (Charmed, 2005), ABC Bracia i siostry (Brothers & Sisters, 2007) w roli Chada Barry’ego i NBC Dr House (House M.D., 2008) jako dr Brock Sterling. W 2022 wystąpił w 31. edycji programu rozrywkowego Dancin with the Stars.

## Życie prywatne
Zajmuje się działalnością społeczną; działa na rzecz osób LGBT, m.in. wspierając organizację Gay & Lesbian Alliance Against Defamation (GLAAD).
Spotykał się z Maxine Bahns, Rosario Dawson (od 2004 do 2006) i Michelle Trachtenberg (2007).

## Filmografia

### Seriale TV
- 1995: Wzywam Pogotowie Górskie (High Sierra Search and Rescue) jako Flynn Norstedt
- 1997: Beverly Hills, 90210 jako Rob Andrews
- 2003: CSI: Kryminalne zagadki Miami (CSI: Miami)
- 2003–2004: Seks w wielkim mieście (Sex and the City) jako Jerry „Smith” Jerrod
- 2007: Bracia i siostry (Brothers & Sisters) jako Chad Barry
- 2007: Sześć stopni oddalenia (Six Degrees) jako Todd
- 2008: CSI: Kryminalne zagadki Las Vegas jako Craig Hess
- 2008: Opowieści włoskich żon (Mogli a pezzi) jako Elvio Giorgi
- 2008: Dr House (House M.D.) jako dr Brock Sterling
- 2009: Bracia i siostry (Brothers & Sisters) jako Chad Barry
- 2009: Dr House jako Evan Greer/dr Brock Sterling
- 2009: Najszczęśliwsi geje pod słońcem jako Manfred Dax (głos)
- 2010: Jak poznałem waszą matkę jako kinowy Tony
- 2011: Miłość w wielkim mieście
- 2017: Midnight, Texas jako Joe Strong

### Filmy fabularne
- 1998: Miłość z ogłoszenia (Next Stop Wonderland) jako Rory
- 1999: Kimberly jako Scott
- 2005: Obłęd (The Jacket ) jako oficer Harrison
- 2007: My Bollywood Bride jako Alex Kincade
- 2007: Mr. Brooks jako Jesse Vialo
- 2007: Podwójna tożsamość (The Death and Life of Bobby Z) jako Bobby Z
- 2008: Seks w wielkim mieście (Sex and the City ) jako Smith Jerrod
- 2010: Seks w wielkim mieście 2 (Sex and the City ) jako Smith Jerrod